# M&P Baudesign Arena
Die M&P Baudesign Arena ist ein Fußballstadion in der niedersächsischen Stadt Cloppenburg im gleichnamigen Landkreis. Die Anlage ist die Heimspielstätte des Fußballvereins BV Cloppenburg.

## Geschichte
Das Stadion wurde am Anfang des 19. Jahrhunderts von der Stadt Cloppenburg errichtet und ist seit 1919 Sportstätte des BV Cloppenburg. Auf einer Gesamtfläche von 100.000 m² befinden sich neben den Spielfeldern eine Turnhalle, eine 400-m-Bahn, eine Tribüne und bauliche Anlagen, die im Laufe der Jahre errichtet wurden. Weiterhin wurde das Stadion auch vom MSC Cloppenburg für das Grasbahnrennen unter Flutlicht genutzt.
Seit 2008 spielt auch die Frauenmannschaft des BV Cloppenburg in der Arena. In der Saison 2013/14 spielte die Mannschaft in der Bundesliga. Seit der Saison 2014/15 tritt die Mannschaft in der 2. Bundesliga Nord an.

## Infrastruktur
Das Stadion wurde im Sommer 2006 umgebaut. Eine neue, ca. 61 Meter breite Tribüne wurde ca. fünf Meter hinter dem Spielfeld errichtet. Das Fassungsvermögen der neuen Tribüne beträgt 1080 Zuschauer. Neben den Umkleidekabinen gehören eine Sauna, Räume für Physiotherapeuten, Büros für Schiedsrichter und Trainer sowie Waschräume, ein Kühlhaus und ein großer VIP-Raum mit Pressebereich zur weiteren Ausstattung. Außerdem sind hinter beiden Toren mittlerweile Stehtribünen errichtet worden. Auf diesen herrschen aufgrund von hohen Zäunen, Ballfangnetzen und Werbeplakaten über dem Tor eingeschränkte Sichtverhältnisse. Insgesamt besitzt das Stadion ein Fassungsvermögen von 5001 Plätzen, davon 1080 Sitz- sowie 3921 Stehplätze.
Zur M&P Baudesign Arena gehören eine Sporthalle, die 400-m-Leichtathletikanlage, das Vereinsheim und weitere bauliche Anlagen zur Infrastruktur. Ursprünglich besaß das Stadion zwei Hauptspielfelder sowie kleine Trainingsflächen. Im nördlichen Bereich befanden sich die Kurven des Grasbahnrennens sowie das Fahrerlager.
Im Jahr 2017 wurde die Spielstätte nochmals erheblich umgebaut und erweitert. Nachdem der MSC einen neuen Standort begründet hat, wurden die alten Kurvenanlagen und Stehtribünen des Rennens sowie das Fahrerlager komplett zurückgebaut und abgerissen. Der BVC hat hierauf weitere Spielfelder errichtet, so dass das Stadion nunmehr über sieben Spielfelder verfügt. Damit ist es der größte Fußballpark im Oldenburger Münsterland.

## Name
Ursprünglich hieß die Sportstätte Stadion an der Friesoyther Straße und trug zwischen dem 13. Juli 2007 und dem 21. Juli 2011 den Namen Arena Oldenburger Münsterland. Ab dem 22. Juli 2011 hieß die Sportanlage TimePartner Arena. Nach rund sechs Jahren folgte am 1. Juli 2017 der Name pk sportpark. Im April 2019 erhielt das Stadion den neuen Sponsornamen M&P Baudesign Arena.

## Einzelbelege
1. ↑  Stadien der Frauen-Bundesliga Saison 2013/14 soccerway.com